# Diagram Grotriana

Diagram Grotriana opisujący poziomy energetyczne w atomie wodoru wraz z przejściami dipolowymi

Diagram Grotriana – obrazowe przedstawienie degeneracji poziomów energetycznych elektronu w atomie. Diagram Grotriana zawiera w sposób symboliczny informacje o:
- poziomach energetycznych w atomie
- głównej liczbie kwantowej n
- pobocznej liczbie kwantowej l (przez podpowłoki zgodnie z oznaczeniami spektroskopowymi s, p, d, f, h)
- dozwolonych przejściach pomiędzy stanami atomu

Diagram został przedstawiony po raz pierwszy przez Waltera Grotriana w wydanej w 1928 książce Graphische Darstellung der Spektren von Atomen und Ionen mit ein, zwei und drei Valenzelektronen.